# Berlin-Reinickendorf
Reinickendorf is een stadsdeel van de Duitse hoofdstad Berlijn en behoort tot het noordwestelijke district (Verwaltungsbezirk) Reinickendorf. 

## Ligging
Het stadsdeel ligt in het zuidoosten van het district en grenst in het westen aan Tegel, in het noorden aan Borsigwalde en Wittenau. In het oosten grenst het aan Niederschönhausen en Wilhelmsruh van het district Pankow. In het zuiden grenst het aan Gesundbrunnen en Wedding van het district Mitte. 

## Geschiedenis
Het dorp werd gesticht rond 1230. Lange tijd bleef het een landelijk gebied en begon pas exponentieel te groeien door de industrialisatie in de 19de eeuw. In 1890 werd de eerste paardentramlijn getrokken en later kwamen er nog meer lijnen bij. In 1910 bouwde Reinickendorf samen met de omliggende gemeenten Wittenau, Tegel en Rosenthal een ziekenhuis, het Krankenhaus ander Teichstraße, dat op grondgebied van Wittenau lag en tegenwoordig het Vivantes Humboldt-Klinikum heet. In 1911 werd het gemeentehuis in gebruik genomen. 
In 1920 werd Reinickendorf, dat toen iets meer dan 41.000 inwoners telde, deel van Groot-Berlijn en werd er ook een district van. Tijdens de luchtaanvallen in de Tweede Wereldoorlog werd voornamelijk de omgeving bij de Franz-Neumann-Platz en de Kurt-Schumacher-Platz zwaar getroffen. Na de oorlog viel Reinickendorf tot aan de Duitse hereniging onder de Franse zone. 

## Verkeer
Er lopen twee metrolijnen door het gebied. De lijn U8 met de stations Lindauer Allee, Paracelsus-Bad, Residenzstraße en Franz-Neumann-Platz en de lijn U6 met de stations Otisstraße, Scharnweberstraße und Kurt-Schumacher-Platz.
De treinstations Wilhelmsruh en Schönholz worden bediend door de S-Bahn-lijnen S1 en S26. De stations Eichborndamm, Karl-Bonhoeffer-Nervenklinik en Alt-Reinickendorf en Schönholz worden door de S25 bediend. 

## Sport
Voetbalclub RFC Halley-Concordia 1910 speelde van 1929-1931 in de hoogste klasse en opnieuw in 1945/46 onder de naam SG Reinickendorf-Ost. In 1948 sloot de club zich aan bij de Reinickendorfer Füchse. Deze club speelde van eind jaren vijftig tot 1998 onafgebroken in de tweede of voornamelijk derde klasse. In 2005 zakte de club uit de nationale reeksen naar de Berlin-Liga. Van 2008 tot 2011 keerde de club terug naar de Oberliga. In 2012 werd de naam gewijzigd in Füsche Berlin Reinickendorf. 
De handbalafdeling speelt als Füchse Berlin in de Bundesliga en won al drie Europese bekers. De club speelt wel niet langer in Reinickendorf, maar in Prenzlauer Berg. 
BFC Alemannia 1890 speelde 40 seizoenen in de hoogste klasse, waarvan 1957/58 de laatste keer was. In 1994 fuseerde de club met SC Wacker 04 Berlin, dat ook in Reinickendorf speelde maar wel afkomstig was uit Tegel. Deze club speelde 41 seizoenen in de hoogste klasse, waarvan 1962/63 de laatste keer was. De fusieclub speelde tot 2013 als Alemannia-Wacker, maar nam daarna terug de naam Alemannia aan. 
Op de Sportplatz am Schäfersee speelde ook nog BSC Reinickendorf 21
Borsigwalde |
Frohnau |
Heiligensee |
Hermsdorf |
Konradshöhe |
Lübars |
Märkisches Viertel |
Reinickendorf |
Tegel |
Waidmannslust |
Wittenau